# Inter Press Service
Inter Press Service (IPS) er et internationalt nyhedsbureau med det specifikke formål at støtte produktionen og udbredelsen af information om nationale og internationale realiteter med særlig fokus på udviklingslande.
Bureauet blev oprindeligt startet i 1964 som et profitløst internationalt samarbejde blandt journalister.
I 1994 ændrede de status til organisation for offentlig nytte for udviklingssamarbejde.

## Eksterne links
- IPS News
- IPS Europe Arkiveret 15. juni 2006 hos  Wayback Machine